# Yvonne Herløv Andersen
Yvonne Herløv Andersen (født 11. september 1942) er en dansk politiker og tidligere minister for Centrum-Demokraterne.

## Uddannelse og erhverv
Yvonne Herløv Andersen forlod Husumgades Skole i København i 1956 efter 7. klasse og blev senere uddannet barneplejerske i 1960-1961. Hun er uddannet socialpædagog 1970-1973 som led i et kommunalt revalideringstilbud. I studietiden var hun fra 1972 formand for De Omsorgsstuderendes Landsråd. Hun fik hurtigt lederstillinger som socialpædagog. Hun var afdelingsleder på Vangede Børnehospital 1975-1981 og afdelingsleder på særforsorgsinstitutionen Andersvænge 1981-1987. I 1987 blev Andersen forstander på døgninstitutionen Brinken for autistiske og skizofrene børn og unge.

## Politisk virke
Andersen var socialminister i Poul Nyrup Rasmussens første regering fra 11. februar til 27. september 1994, og sundhedsminister i hans anden regering fra 27. september 1994 til 30. december 1996.
Derudover var hun folketingsmedlem for Vestsjællands Amtskreds fra 1977-1979 og igen fra 1981-1984. Hun repræsenterede derudover Fyns Amtskreds i Folketinget fra 1987-1988 samt Frederiksborg Amtskreds fra 1998–2001.
Lokalpolitisk var hun medlem af Gladsaxe Kommunalbestyrelse og af Københavns Amtsråd 1974-1978. Hun var medlem af Vestsjællands Amtsråd 1982-1993 og Dianalund Kommunalbestyrelse 1989-1993. Ved kommunalvalget i 2013 stillede hun i Slagelse Kommune på en lokalliste uden at blive valgt.

## Privatliv
Andersen er født i København i 1942, som datter af maskinsnedker Svend Åge Herløv Larsen og syerske Åse Johna Lintrup Herløv Larsen. Hun blev gift som 20-årig og skilt 5 år senere. Andersen har to børn fra ægteskabet. Hun fortalte i 1996 at hun var partner med Birthe Merete Smedegaard Knudsen efter at tidligere medicinaldirektør Palle Juul-Jensen i en bog havde afsløret at hun var homoseksuel hvilket ikke tidligere var offentligt kendt.